# Ángela Gurría

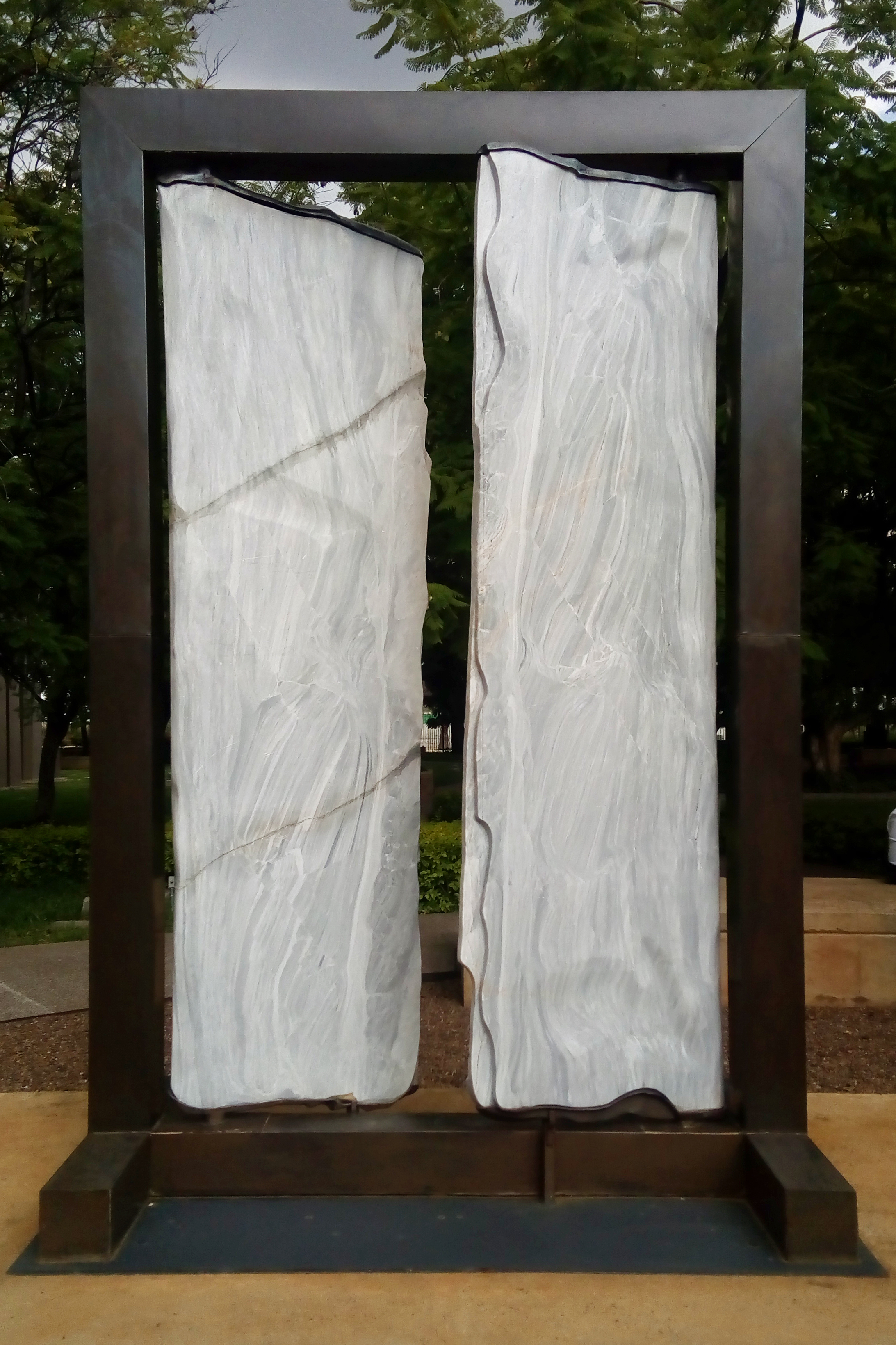
Tore von Contoy, 1974

Ángela Gurría (* 24. März 1929 in Mexiko-Stadt; † 17. Februar 2023) war eine mexikanische Bildhauerin. Sie wurde 1973 als erstes weibliches Mitglied an der Academia de Artes aufgenommen.

## Leben
Gurría studierte spanische Geisteswissenschaften an der Fakultät für Philosophie und Geisteswissenschaften der Universidad Nacional Autónoma de México (UNAM).
Die Kunst der bildhauerischen Formgebung brachte sie sich ab 1949 zunächst autodidaktisch bei, später war sie Schülerin von Germán Cueto sowie von Abraham González und besuchte die Lehrwerkstätten von Mario Zamora und Montiel Blancas. Zu ihren Arbeiten gehören auch monumentale Skulpturen, wie beispielsweise die Türme des Arbeiterdenkmals „Monumento a los Trabajadores del Drenaje Profundo“ in Tenayuca. Zu den repräsentativsten Werken zählen wohl die „Homenaje a la ceiba“ (dt.: Ehrenbezeigung für den Korallenstrauch) von 1977, „Espiral Serfin“ von 1980 und „El corazón mágico de Cutzamala“ (dt.:Das Magische Herz des Cutzamala) von 1987.
Sie starb am 17. Februar 2023 im Alter von 93 Jahren.

## Auszeichnungen
- 1960: Preis des Instituto de Arte de México
- 1967: 1. Preis bei der III. Biennale für Bildhauerei
- 1980: Goldmedaille der Academia dell Arte del Lavoro, Italien